# Heinrich Wedrich
Heinrich Wedrich (26. září 1835, Česká Lípa - 7. listopadu 1904 tamtéž) byl česko-německý průmyslník, sběratel umění, mecenáš a zakladatel městského muzea v České Lípě.

## Život
Heinrich Wedrich pocházel z významné rodiny českolipských továrníků, kteří začínali jako barvíři, a v roce 1791 založili továrnu na výrobu kalikotisku (W. Wedrich Cattun- und Baumwillfabrik), která se nakonec specializovala na modrotisk. Kromě výroby a obchodu byli členové rodiny činní také v jiných oblastech podnikání, např. Heinrichův starší bratr byl v roce 1862 spoluzakladatelem městských spořitelen.

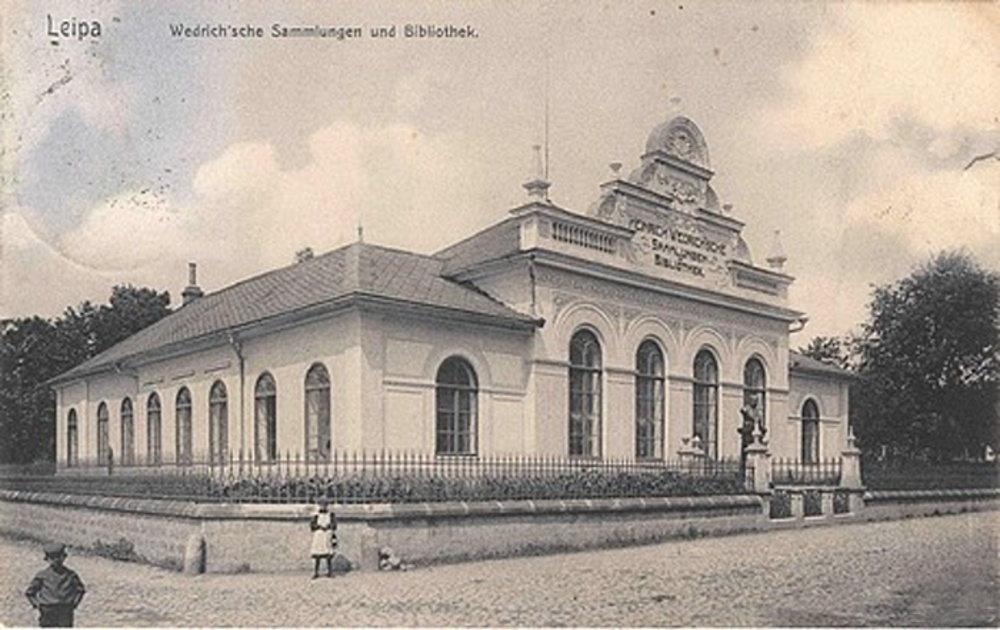
Wedrichovo muzeum v roce 1909

Wedrich během svého života nasbíral na svých cestách po světě mnoho zajímavých předmětů. Jeho zájem se soustředil především na zoologické exempláře a umělecká díla, jako jsou drobné plastiky a portréty, numismatika a různé předměty každodenní potřeby měšťanského života. Pro svou rychle se rozrůstající sbírku využil budovu bývalého hostince u českolipské Střelnice, známou jako Wedrichovo muzeum. Podle jeho závěti připadly jeho sbírky i budova muzea do vlastnictví jeho rodného města. Jeho sbírka je dnes významnou součástí expozice městského muzea, pozdějšího Okresného vlastivědného muzea, jehož nástupcem je Vlastivědné muzeum a galerie v České Lípě.

## Hrobka

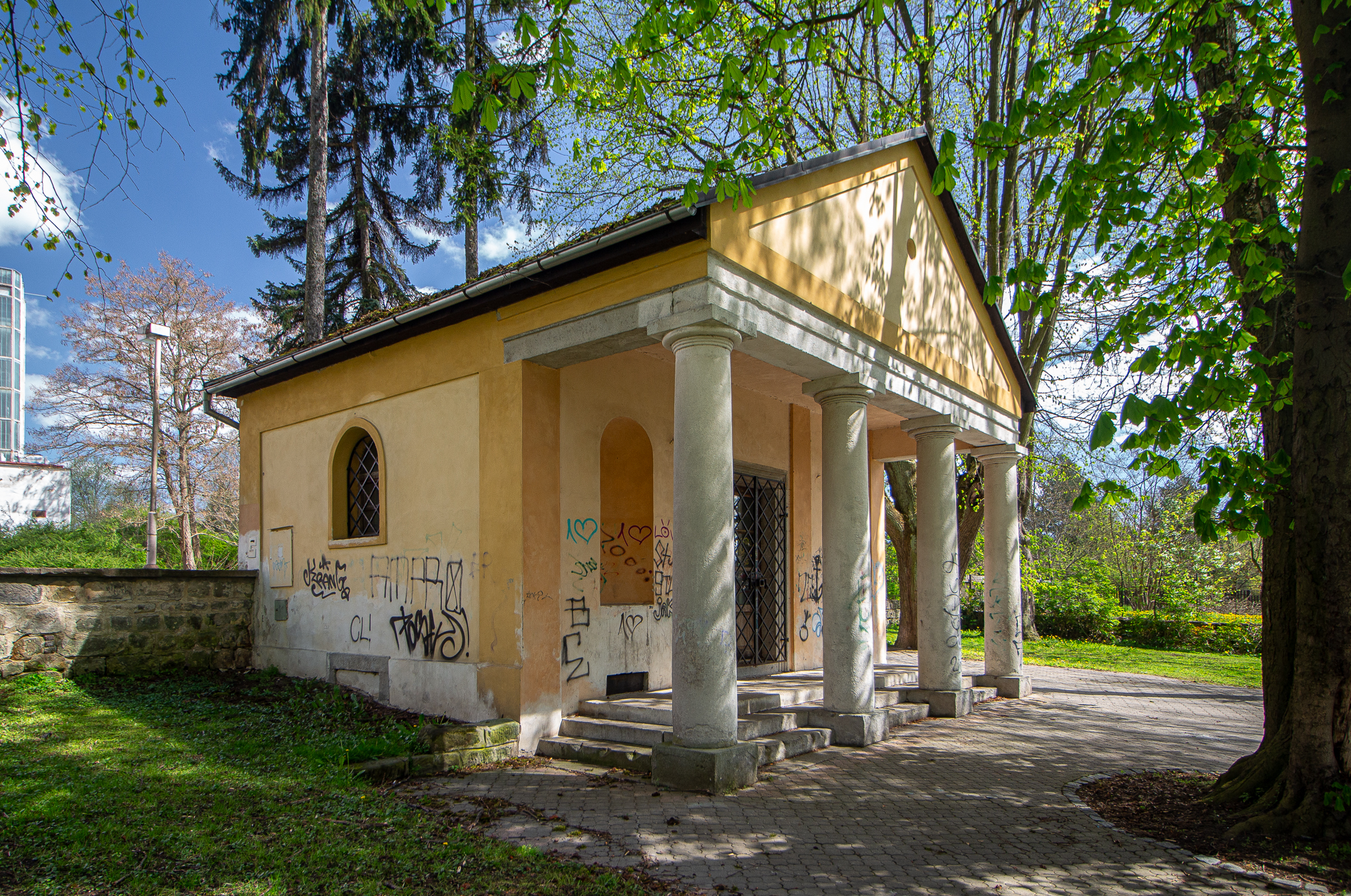
Hrobka rodiny Wedrichů na bývalém hřbitově u kostela Narození Panny Marie v České Lípě

Všichni členové rodiny Wedrichových byli pohřbeni v rodinné hrobce, která se nachází na bývalém hřbitově u kostela Narození Panny Marie v České Lípě. Z iniciativy zástupce městského magistrátu Jiřího Kocandrleho a potomků rodu žijících v Německu a Anglii (Wedrich, Lukié, Farnes) od roku 2012 probíhá obnova zchátralého mauzolea.